# Bachhrawan
Bachhrawan è una suddivisione dell'India, classificata come nagar panchayat, di 11.879 abitanti, situata nel distretto di Raebareli, nello stato federato dell'Uttar Pradesh. In base al numero di abitanti la città rientra nella classe IV (da 10.000 a 19.999 persone).

## Geografia fisica
La città è situata a 26° 28' 60 N e 81° 7' 0 E e ha un'altitudine di 115 m s.l.m..

## Società

### Evoluzione demografica
Al censimento del 2001 la popolazione di Bachhrawan assommava a 11.879 persone, delle quali 6.145 maschi e 5.734 femmine. I bambini di età inferiore o uguale ai sei anni assommavano a 1.745, dei quali 905 maschi e 840 femmine. Infine, coloro che erano in grado di saper almeno leggere e scrivere erano 8.002, dei quali 4.588 maschi e 3.414 femmine.